# Speyeria hydaspe
Speyeria hydaspe är en fjärilsart som beskrevs av Jean Baptiste Boisduval 1869. Speyeria hydaspe ingår i släktet Speyeria och familjen praktfjärilar. Inga underarter finns listade i Catalogue of Life.

## Bildgalleri

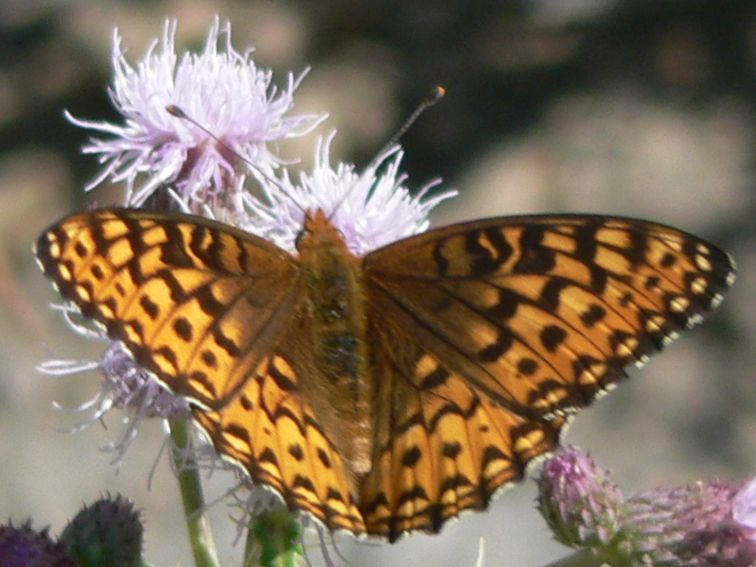
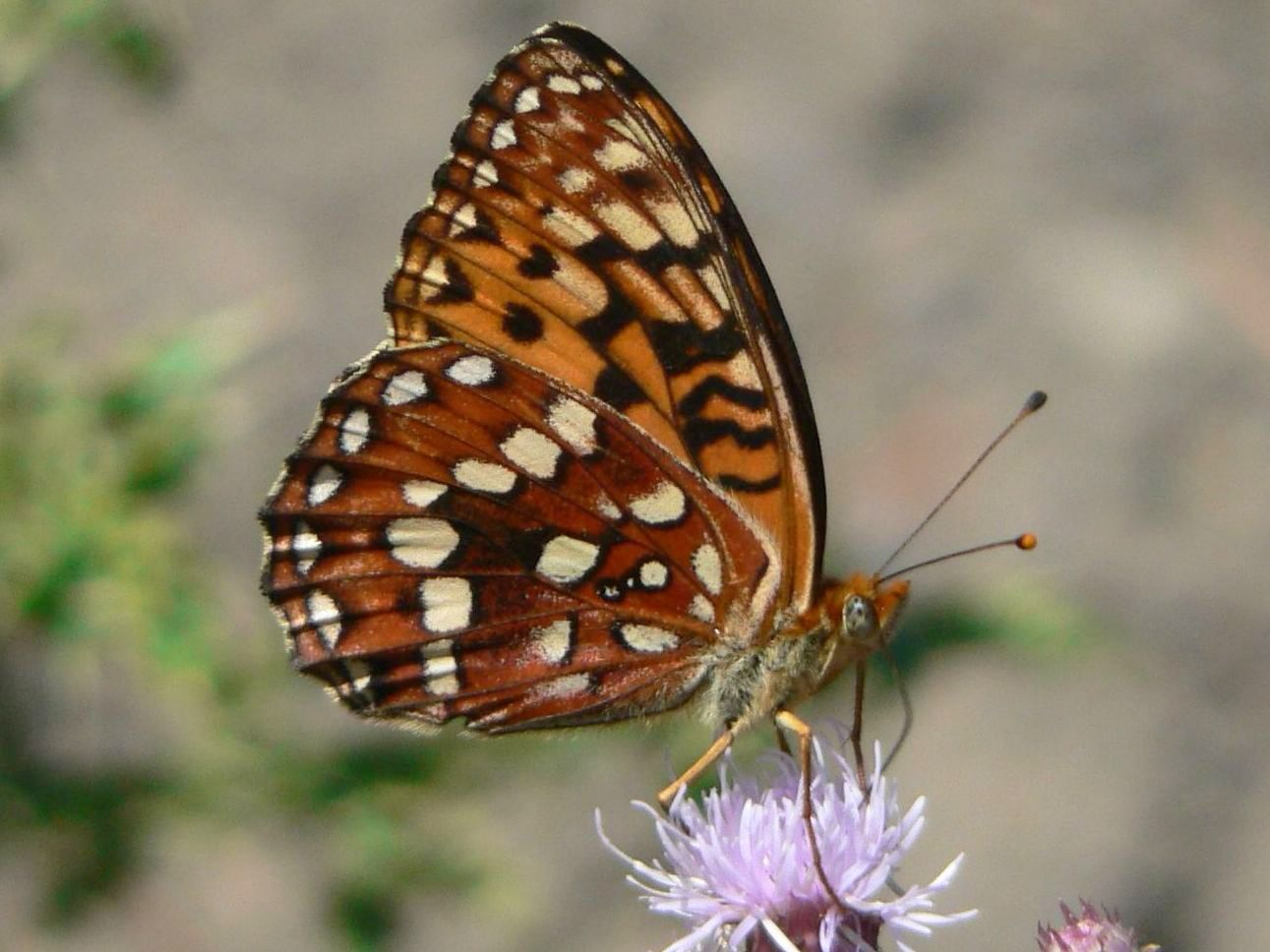
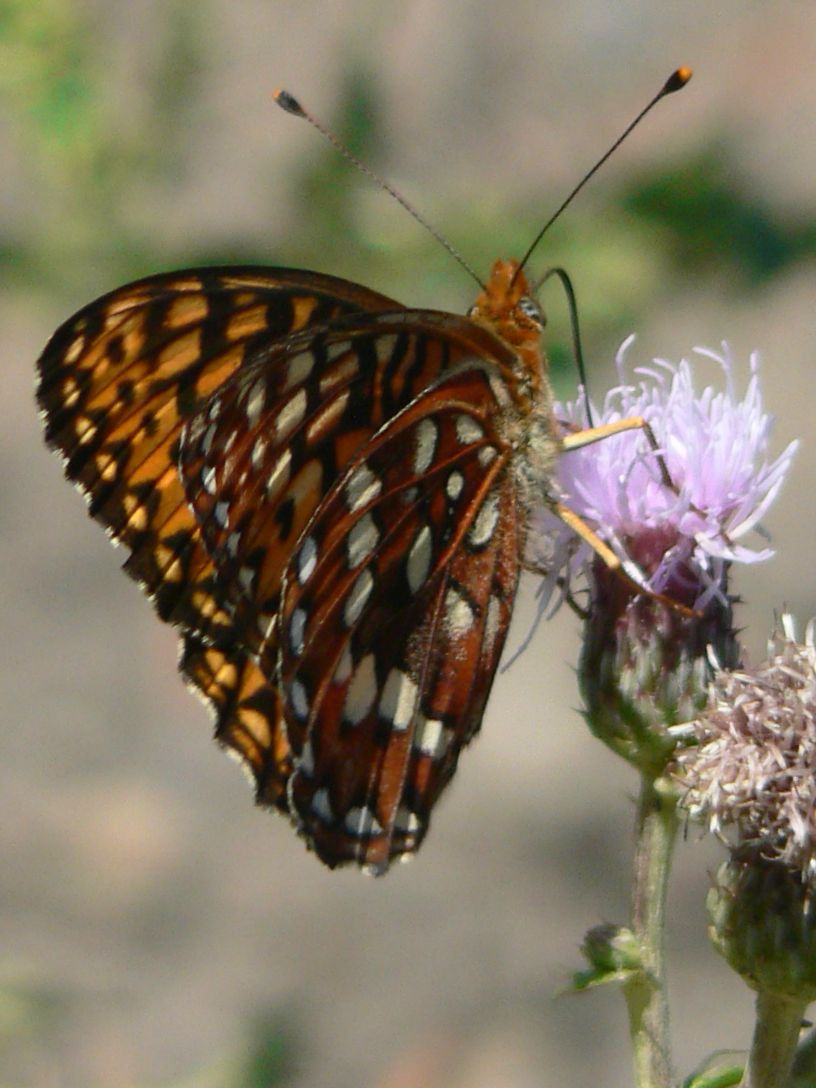
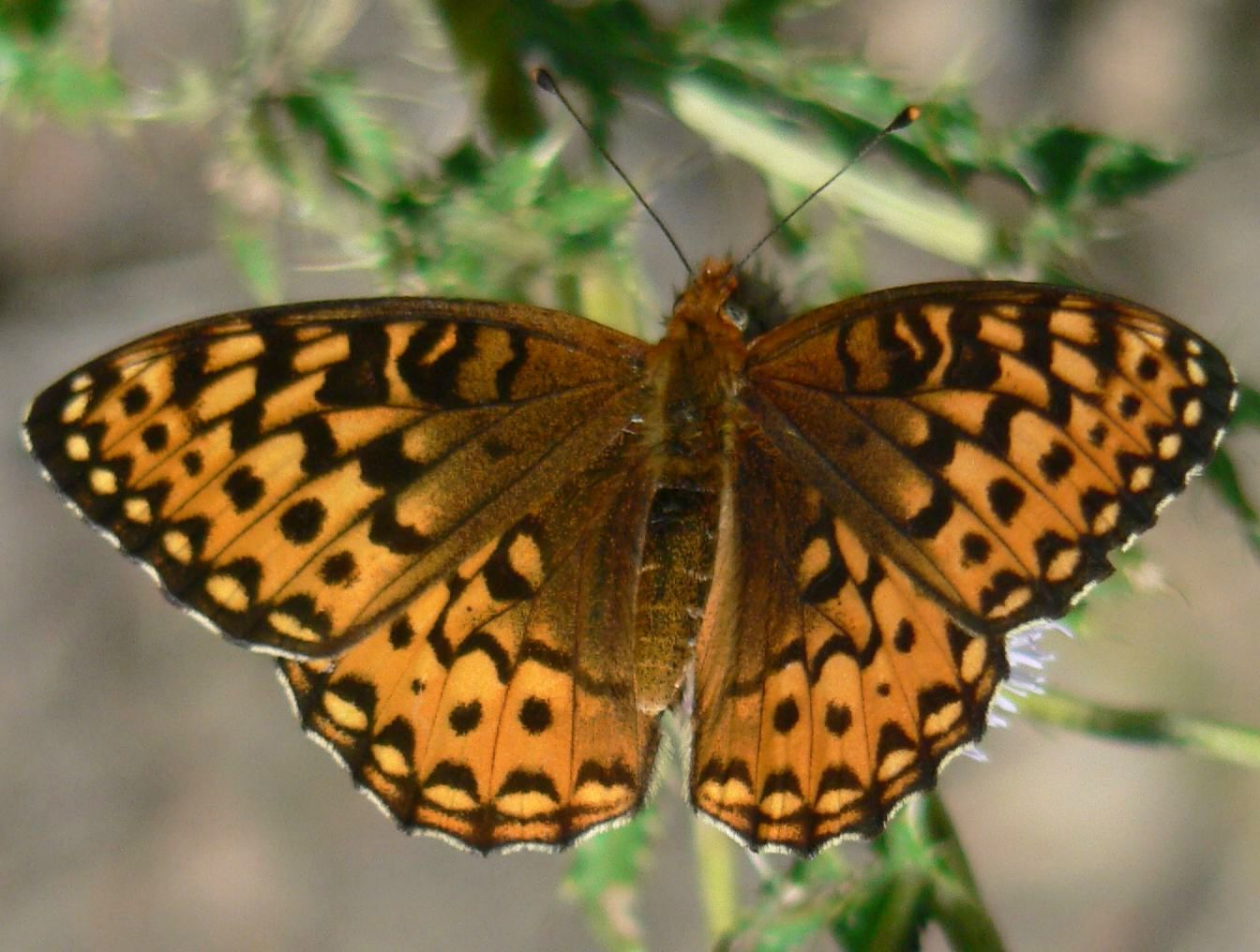
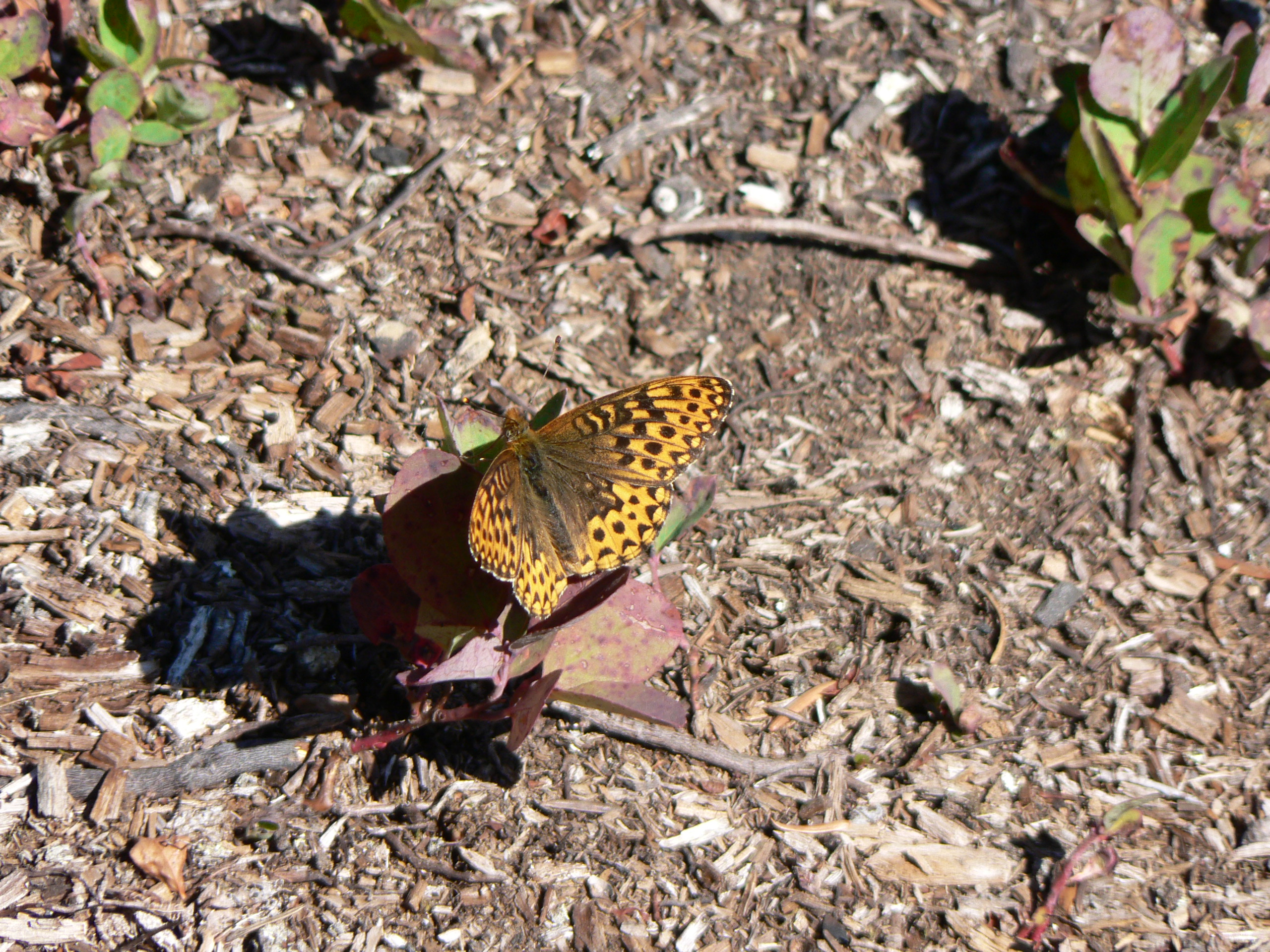
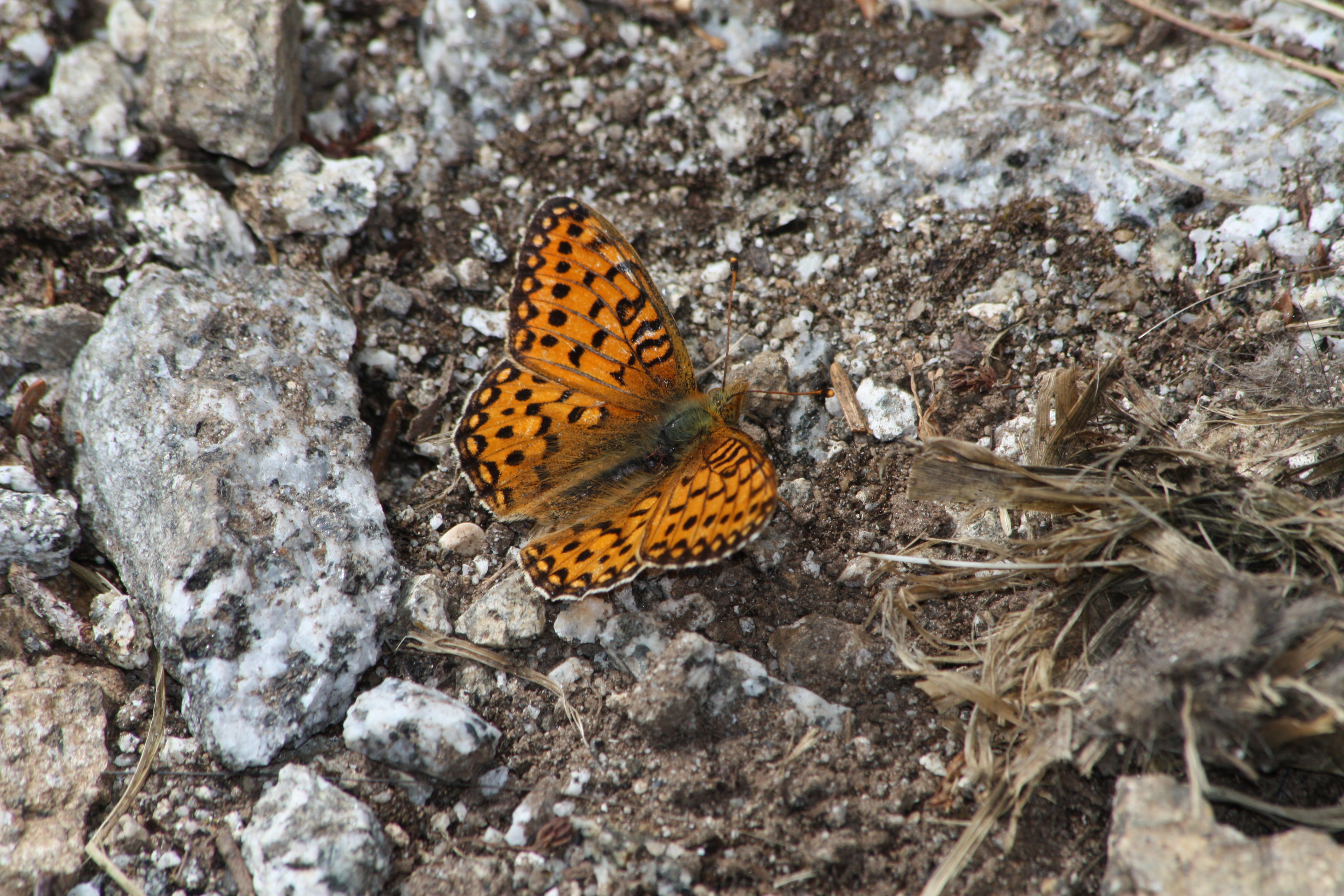